# Krokodilnekropole von El-Maabdeh
Die Krokodilnekropole von El-Maabdeh (auch el-Maabde oder Maabda(h)) ist eine Höhle und als eine der ältesten Krokodil-Nekropolen des Alten Ägypten ein bedeutender archäologischer Fundort. Die Höhle befindet sich in Mittelägypten am Fuß des Berges Gebel Abu-Foda gegenüber Manfalut unweit vom Flussufer östlich des Nils. Entdeckt wurde sie während einer Ägyptenexpedition im Jahr 1873/74 unter der Leitung von Paolo Panceri, Professor für vergleichende Anatomie an der Universität von Neapel, in Kooperation mit dem Museo Civico di Storia Naturale di Milano.
Die Höhle ist natürlichen Ursprungs. Der Eingang ist geräumig und verzweigt sich allmählich in viele kleine Kammern, welche nur kriechend erreicht werden können. In diesen Kammern wurden Krokodilmumien beigesetzt. Darin finden sich außerdem viele menschlichen Mumien von Männern, Frauen und Kindern besetzt, welche teils auf dem Rücken liegend, teils an den Seitenwänden der Höhle stehend positioniert sind. Viele der Mumien sind zerstört und ihre Glieder auf dem Boden verteilt, wahrscheinlich durch Grabplünderer in den vergangenen Jahrhunderten. Die Vielzahl der Krokodilmumien ist beeindruckend. Die größeren Mumien sind überall und dicht nebeneinander und übereinander gelegt, während sie von einer noch größeren Vielzahl von mumifizierten kleineren Krokodilen umgeben sind.
Die Grotte wurde hauptsächlich in römischer Zeit genutzt.